# A Rúa
A Rúa è un comune spagnolo di 5 041 abitanti situato nella comunità autonoma della Galizia.